# Kōbe
Kōbe (神戸市?, Kōbe-shi) è una città del Giappone, di 1,5 milioni di abitanti, situata nell'isola di Honshū. Per circa sei mesi, nel 1180, fu la capitale del Giappone, quando l'imperatore Antoku si trasferì a Fukuhara kyō, che si trovava nell'odierno quartiere cittadino Hyōgo-ku.

## Storia
Reperti archeologici, rinvenuti nella parte occidentale di Kōbe, testimoniano insediamenti umani durante il periodo Jōmon. La prima menzione della città è da attribuire agli antichi annali Nihon shoki, che narrano la leggenda secondo cui l'imperatrice consorte Jingū, nel III secolo d.C., fece costruire nell'odierno territorio cittadino il tuttora esistente e venerato santuario di Ikuta. Sin dall'antichità è uno dei principali porti del paese. Durante i periodi di Nara e di Heian, il porto di Kōbe fu uno dei principali del Giappone ad inviare e ricevere ambasciate diplomatiche con la Cina.
Dopo che la corte imperiale tornò a Kyoto, nel 1184 Kōbe fu teatro della grande battaglia di Ichi-no-Tani, una delle principali nella guerra Genpei, che si sarebbe conclusa nel 1192 con la disfatta del clan Taira, la cui fortezza era a Kōbe, e la fondazione dello shogunato Kamakura. Durante il periodo Edo, la parte orientale di Kōbe fu sotto la giurisdizione del daimyō di Amagasaki, quella occidentale sotto il daimyo di Akashi, mentre il centro era sotto il controllo diretto dello shogunato Tokugawa.
Nota per essere tradizionalmente cosmopolita, è stata una delle prime città ad iniziare i commerci con l'occidente, con l'apertura dei porti giapponesi ai traffici internazionali, avvenuta nel 1868, prima della restaurazione Meiji. Tale restaurazione avrebbe portato, nel 1871, all'unificazione dell'area cittadina, con l'abolizione del sistema han e l'istituzione delle prefetture.
La città venne istituita nella sua forma attuale nel 1889, e fu allora che prese il nome Kōbe, derivato dal termine kanbe (神戸?), l'antico appellativo dei seguaci del santuario di Ikuta. L'architettura ha risentito del carattere cosmopolita della città e vi sono molti edifici in stile occidentale che risalgono ai primi del Novecento, soprattutto nel quartiere di Kitano, tra cui la Kyu Shāpu Jutaku e la Weathercock House.
Il bombardamento americano del 17 marzo 1945, durante la seconda guerra mondiale, costò la vita a 8.841 abitanti e comportò la distruzione del 21% dell'area urbana. L'evento avrebbe poi ispirato il film animato Una tomba per le lucciole (火垂るの墓?, Hotaru no haka) di Isao Takahata. Inoltre, Kōbe è anche una delle ambientazioni principali del manga La storia dei tre Adolf (アドルフに告ぐ?, Adorufu ni tsugu) di Osamu Tezuka, che si svolge proprio durante la seconda guerra mondiale.
Kōbe è da tempo una delle municipalità più popolate del paese e, come tale, nel 1956 fu una delle prime a divenire città designata per ordinanza governativa. Il 17 gennaio 1995, la città fu devastata dal terribile terremoto di Hanshin-Awaji nonostante la città non fosse a rischio sismico. Le vittime furono 4.571, i senza tetto 236.899 e gran parte delle abitazioni e delle strutture portuali vennero distrutte.

## Quartieri

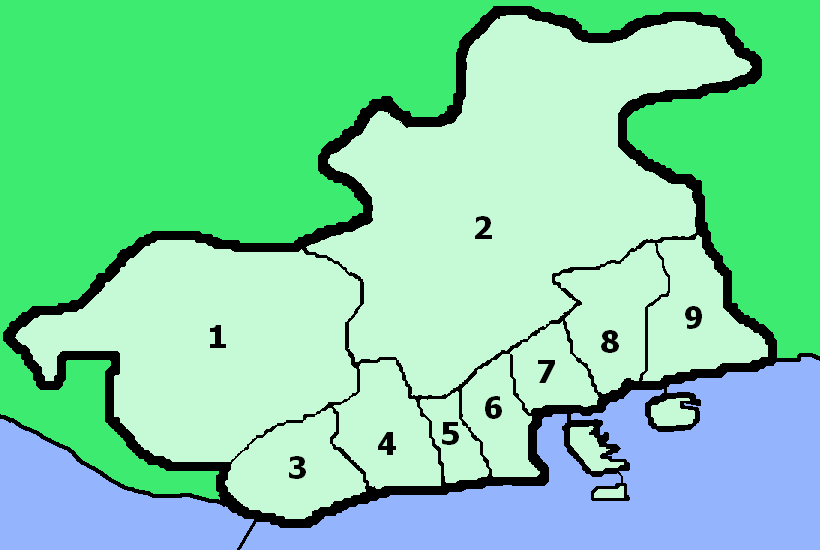
Wards di Kobe

Kobe ha nove quartieri (ku):
1. Nishi-ku
2. Kita-ku
3. Tarumi-ku
4. Suma-ku
5. Nagata-ku
6. Hyōgo-ku
7. Chūō-ku Chūō (中央?)
8. Nada-ku
9. Higashinada-ku

## Cultura

### Media

#### Stampa
Quotidiano locale è il Kobe Shinbun, fondato nel 1898.

#### Anime
Kobe è il luogo di nascita di Kogoro Mori, personaggio di Detective Conan. È anche il luogo dove si svolgono le vicende del film d'animazione Una tomba per le lucciole e del manga La storia dei tre Adolf.

### Gastronomia
Kōbe è nota anche per la carne pregiata dei suoi wagyū (bovini giapponesi), che prendono il nome dalla città e sono chiamati manzi di Kōbe (神戸ビーフ?, Kōbe Bīfu).

## Infrastrutture e trasporti

### Trasporti su ferro
La stazione di Sannomiya è il principale snodo dei trasporti ferroviari della città, punto di interscambio fra quattro compagnie ferroviarie che la collegano con Osaka/Kyoto a est e Himeji a ovest: la JR West, le ferrovie Hankyū, le ferrovie Sanyō e le ferrovie Hanshin.
Di seguito vengono indicate le linee principali:
- Linea JR Kobe: per Osaka, Kyoto a est e Akashi, Himeji, Okayama a ovest
- Linea principale Hankyū Kōbe: per Osaka, Takarazuka e Kyoto
- Linea principale Hanshin: per Umeda e Namba a Osaka e per Nara
- Linea Sanyō principale: per Akashi e Himeji
- Ferrovie Shintetsu: collegano Kobe con le città a nord di Sanda e Arima
- Sanyō Shinkansen: treni ad alta velocità per Osaka, Kyoto, Nagoya e Tokyo a est, e Okayama, Hiroshima, Fukuoka e Kagoshima a ovest

Kobe è dotata di una metropolitana costituita da due linee, la linea Seishin-Yamate e la linea Kaigan, e di due people mover automatici, il Kobe Port Liner, che porta all'aeroporto di Kobe e la linea Rokkō Island.
Sul monte Rokkō sono presenti le due linee di funicolare Maya e Rokkō e le funivie Rokkō-Arima, Maya e Shin-Kobe.

### Trasporti su gomma e aerei
Per Kobe passa un certo numero di autostrade, fra cui la Meishin (Nagoya - Kobe) e la Hanshin (Osaka - Kobe). Altre autostrade sono la Sanyō (Kobe - Yamaguchi) e la Chūgoku (Osaka - Yamaguchi). L'autostrada Kobe-Awaji-Naruto parte da Kobe e raggiunge Naruto, passando per l'isola Awaji e quindi per il Ponte di Akashi Kaikyō, il più lungo ponte sospeso del mondo.
L'Aeroporto Internazionale di Osaka, situato a Itami è a poca distanza da Kobe, che è comunque dotata del suo aeroporto su un'isola artificiale. Per i voli internazionali, Kobe si affida all'Aeroporto Internazionale del Kansai.

## Amministrazione

### Gemellaggi
Kobe è gemellata con:
- Seattle, dal 1957
- Marsiglia, dal 1961
- Rio de Janeiro, dal 1969
- Tianjin, dal 1973
- Riga, dal 1974
- Brisbane, dal 1985
- Filadelfia, dal 1986
- Barcellona, dal 1993
- Cadice
- Haifa

### Patti d'amicizia
Kōbe ha un rapporto speciale e privilegiato con la città di Terni in quanto ambedue condividono, anche se su piani diversi, una speciale affezione per San Valentino e per le tradizioni legate ad esso. Nel 1993 lo scultore ternano Aurelio De Felice ha donato alla municipalità nipponica la propria scultura Maternità, che è stata posta nel parco di Nunobiki.
- Terni

La città inoltre intrattiene un rapporto storico con un altro comune italiano, Torre del Greco, nel golfo di Napoli, incentrato sulla pesca e la lavorazione del corallo, tecnica di cui il comune vesuviano è riconosciuta capitale ed importata tra fine XIX e inizio XX secolo dalle famiglie torresi in Giappone e particolarmente a Kōbe. Celebre la visita del principe ereditario Hirohito a Torre del Greco nel luglio 1921, presso i luoghi di lavoro dei maestri artigiani torresi. Torre del Greco è ancora città-simbolo dei rapporti commerciali, culturali e diplomatici italo-giapponesi.

## Galleria d'immagini

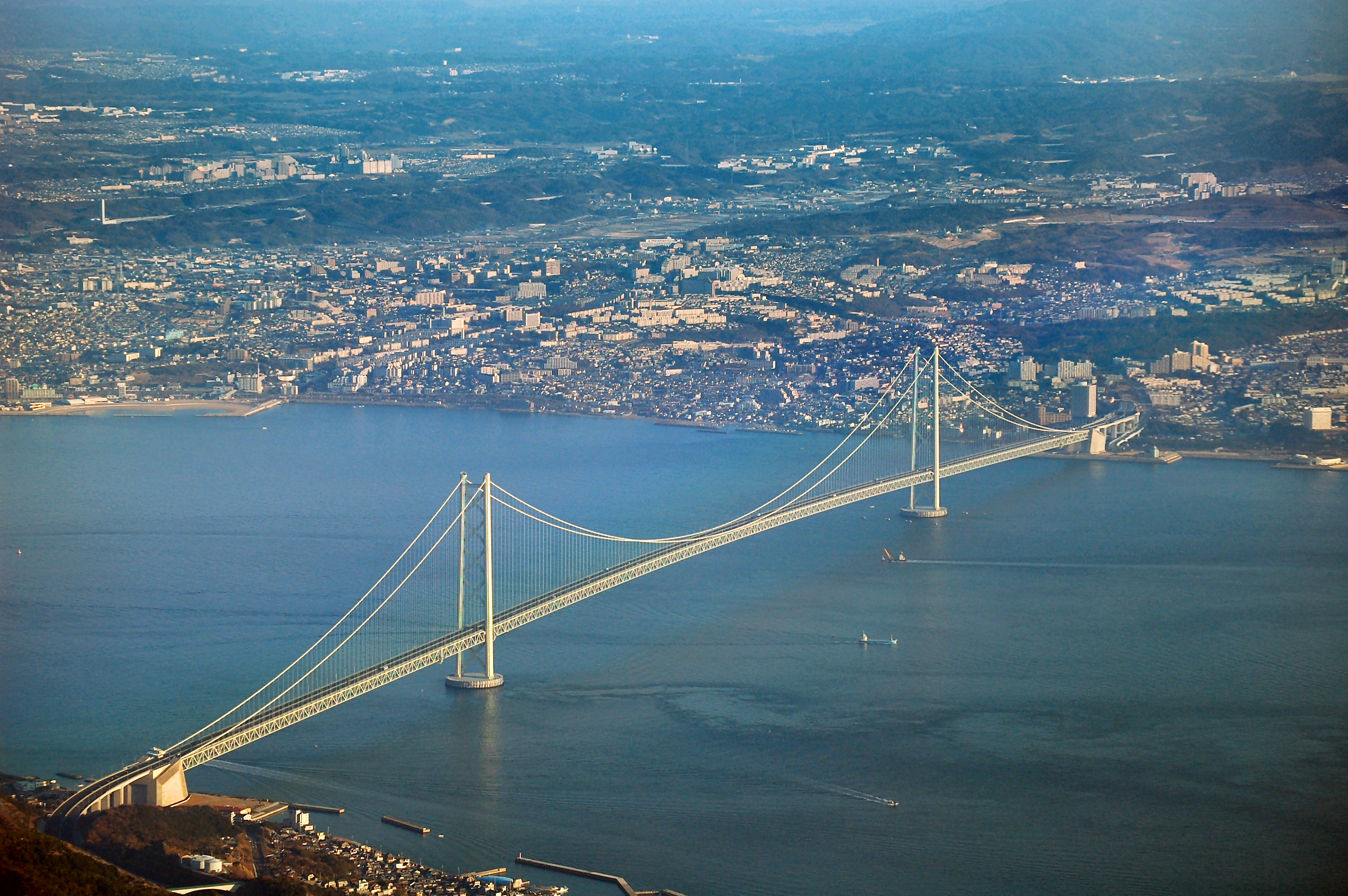
Ponte di Akashi Kaikyō
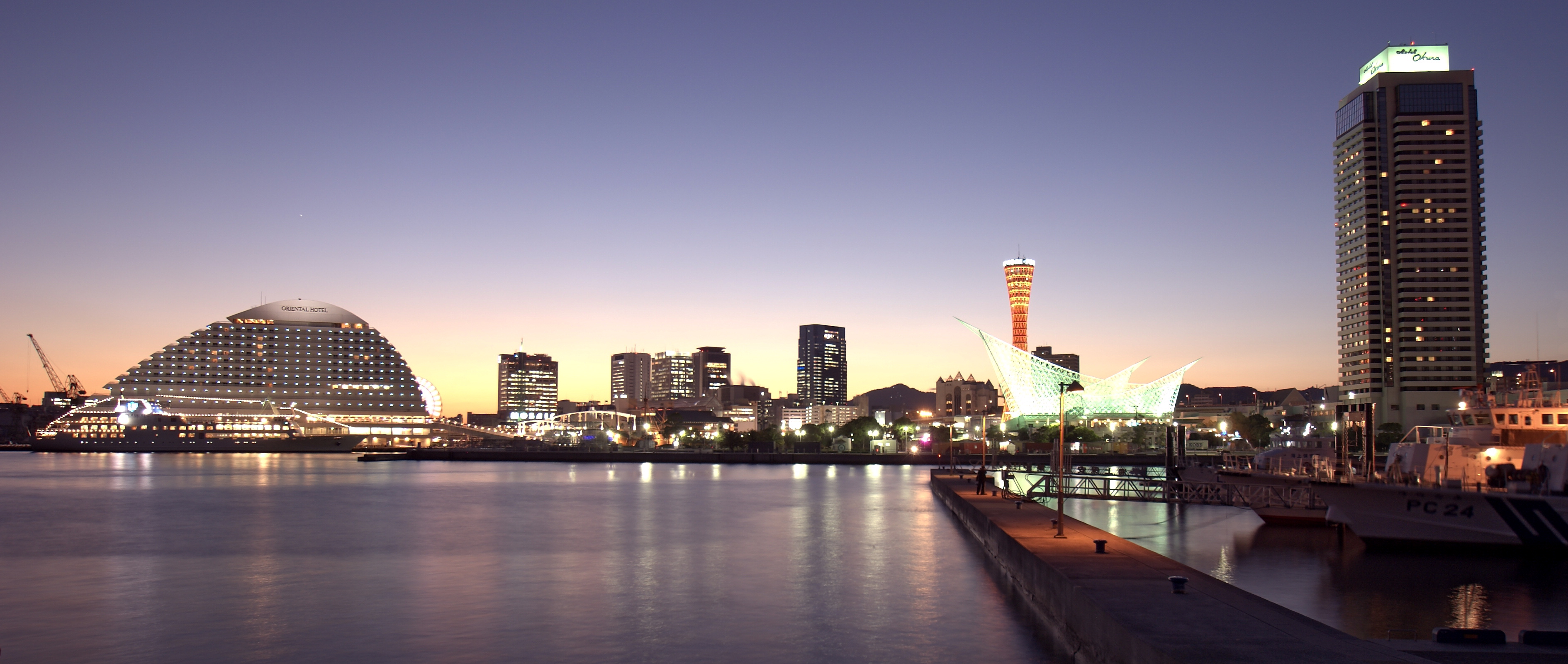
Porto
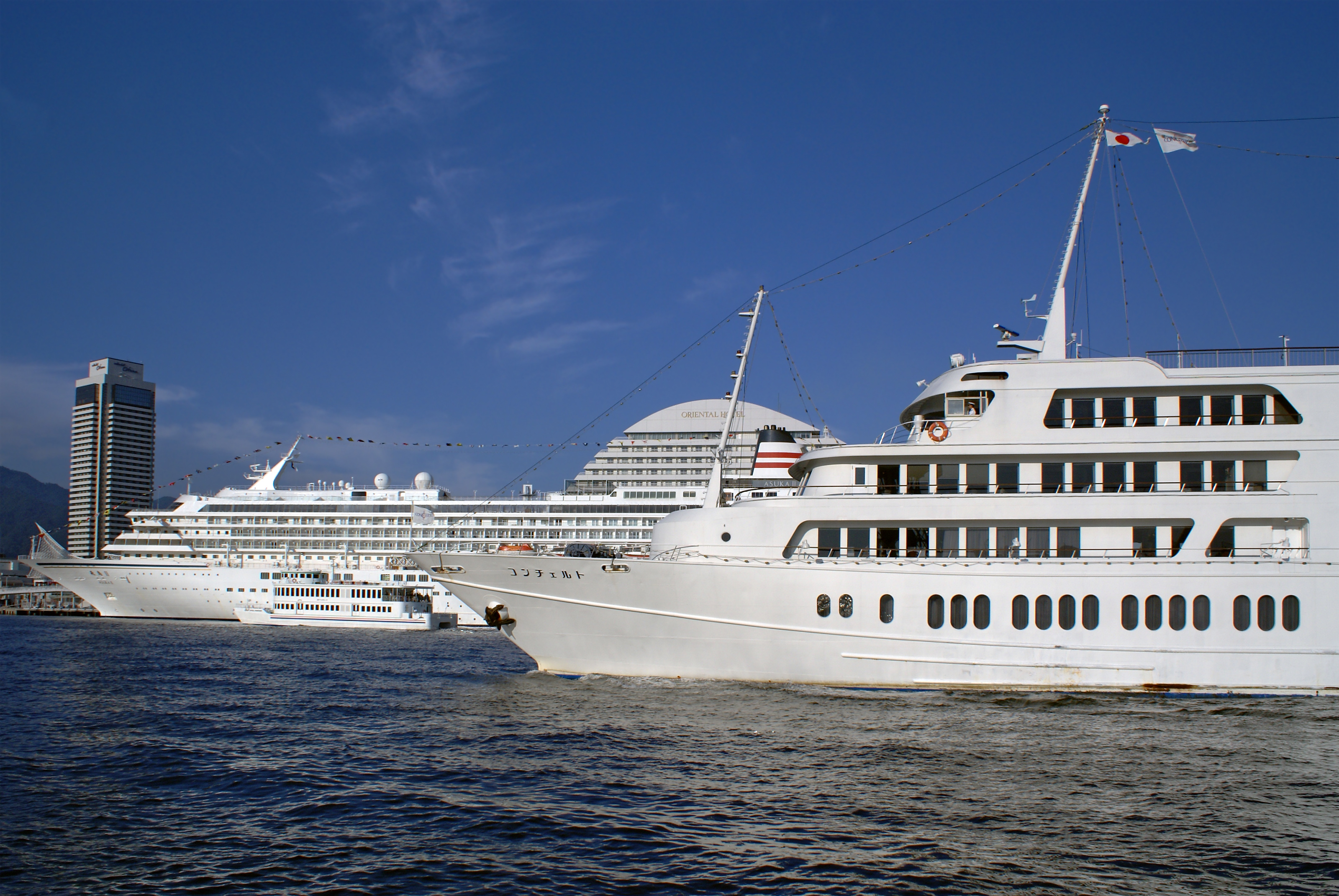
Porto
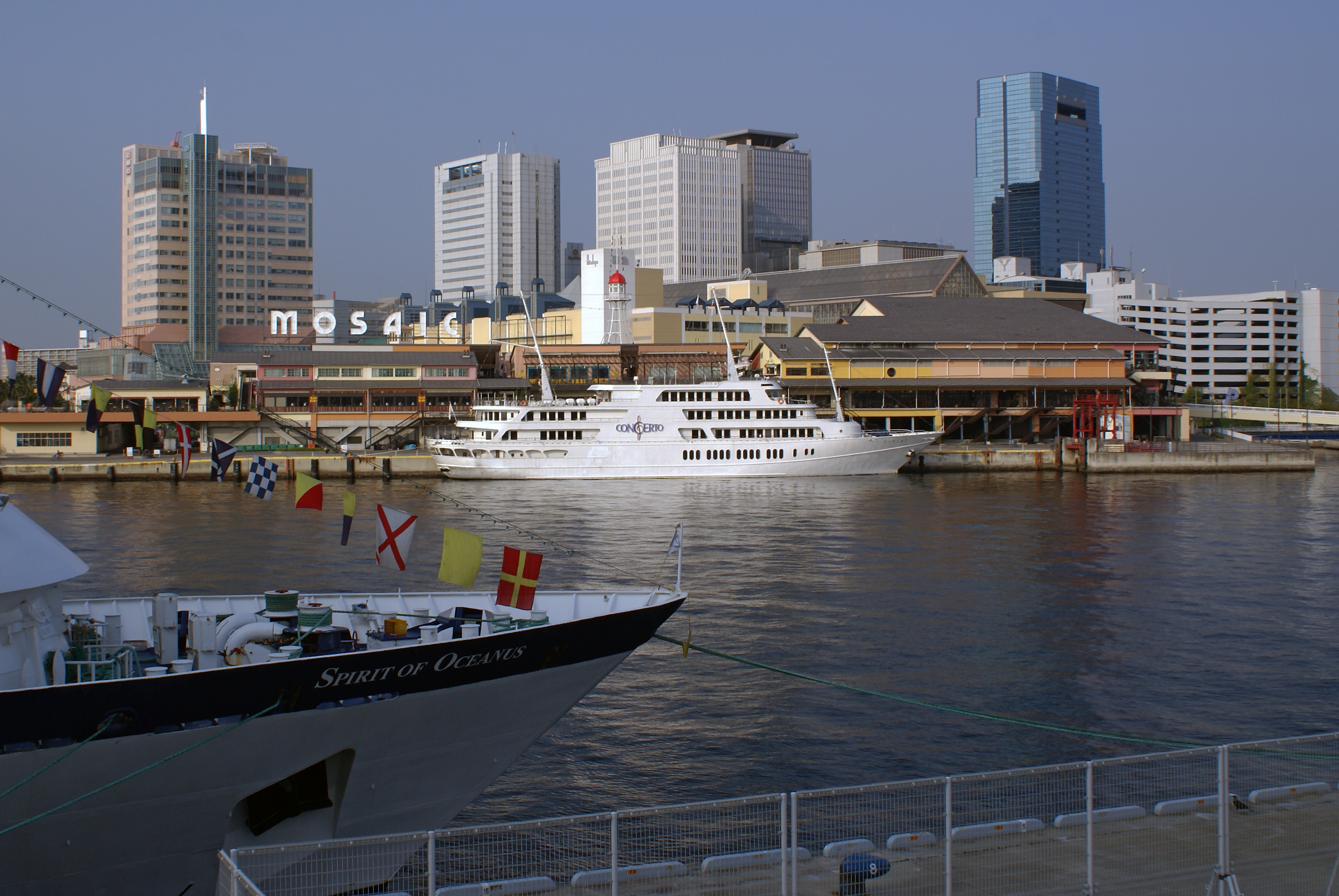
Harbor land
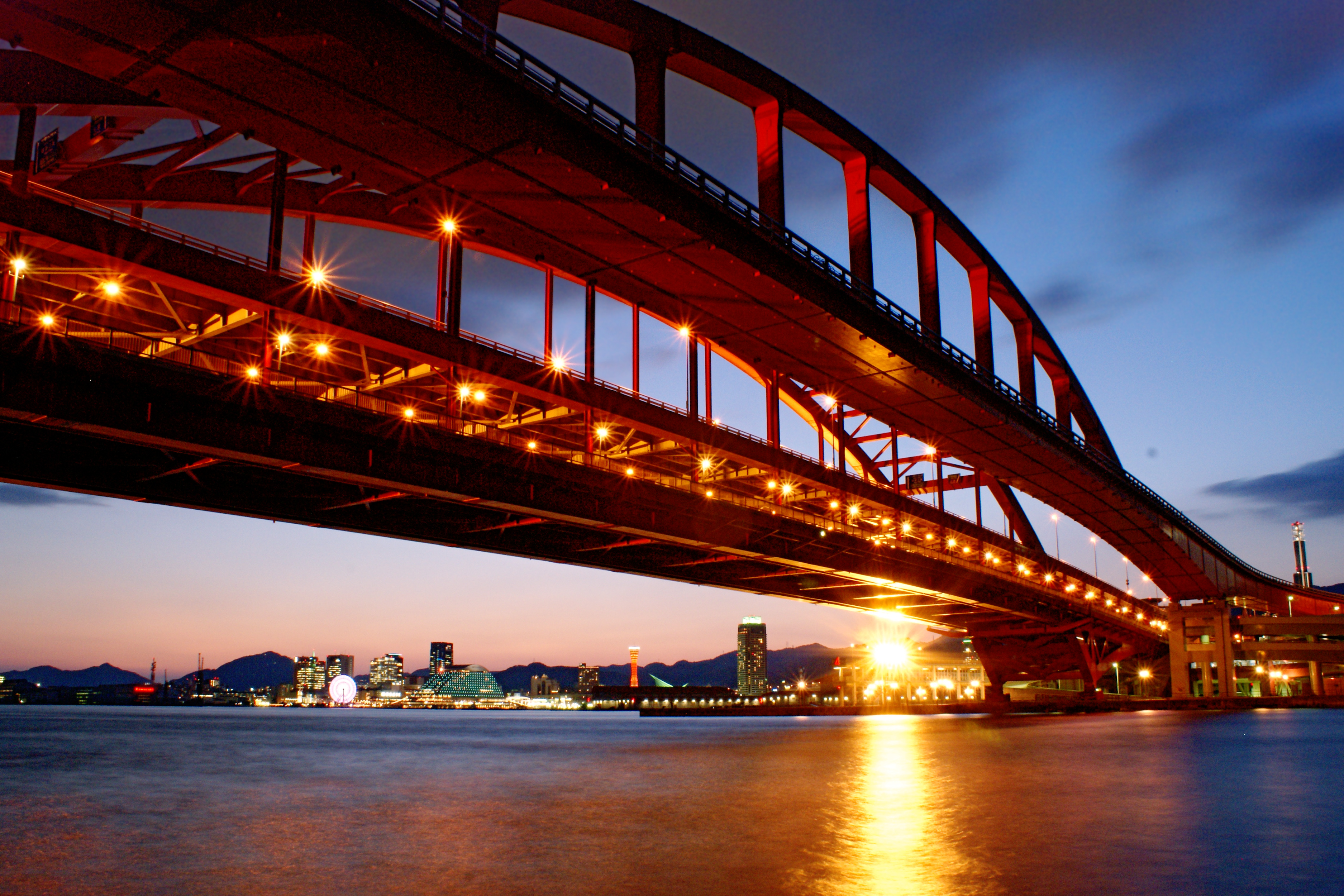
Kobe-ohashi
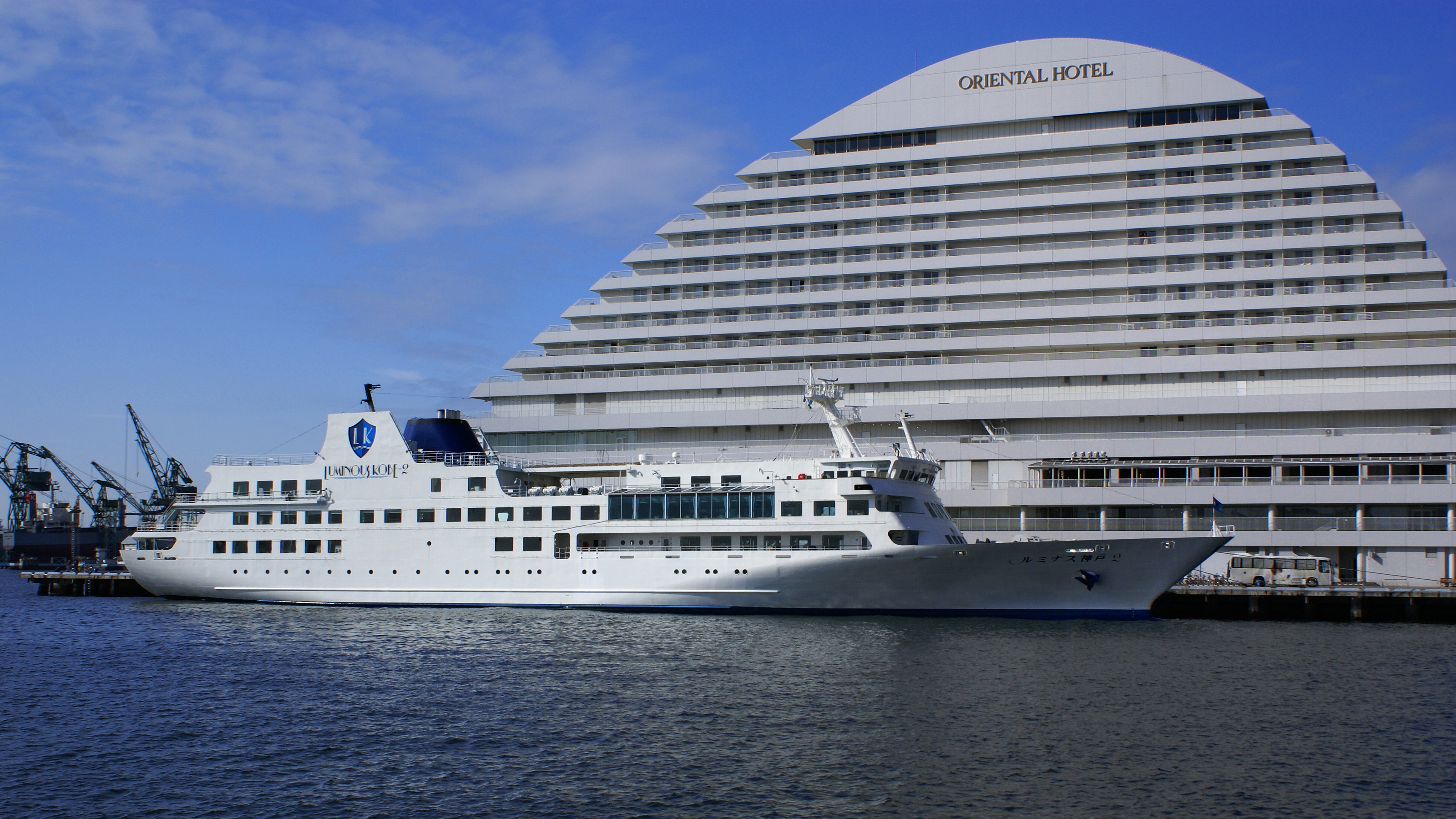
Luminous Kobe2
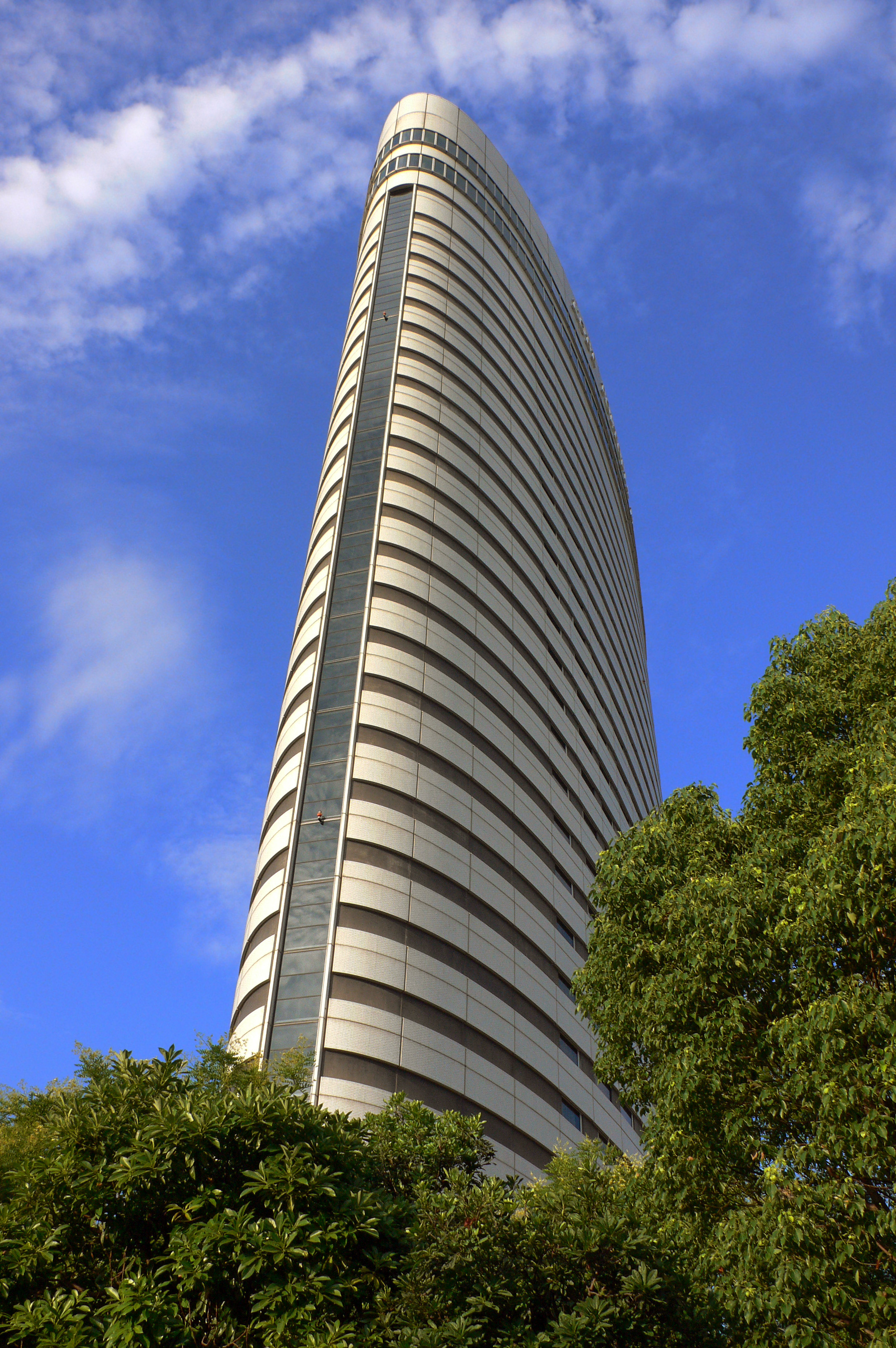
Hotel Portopia
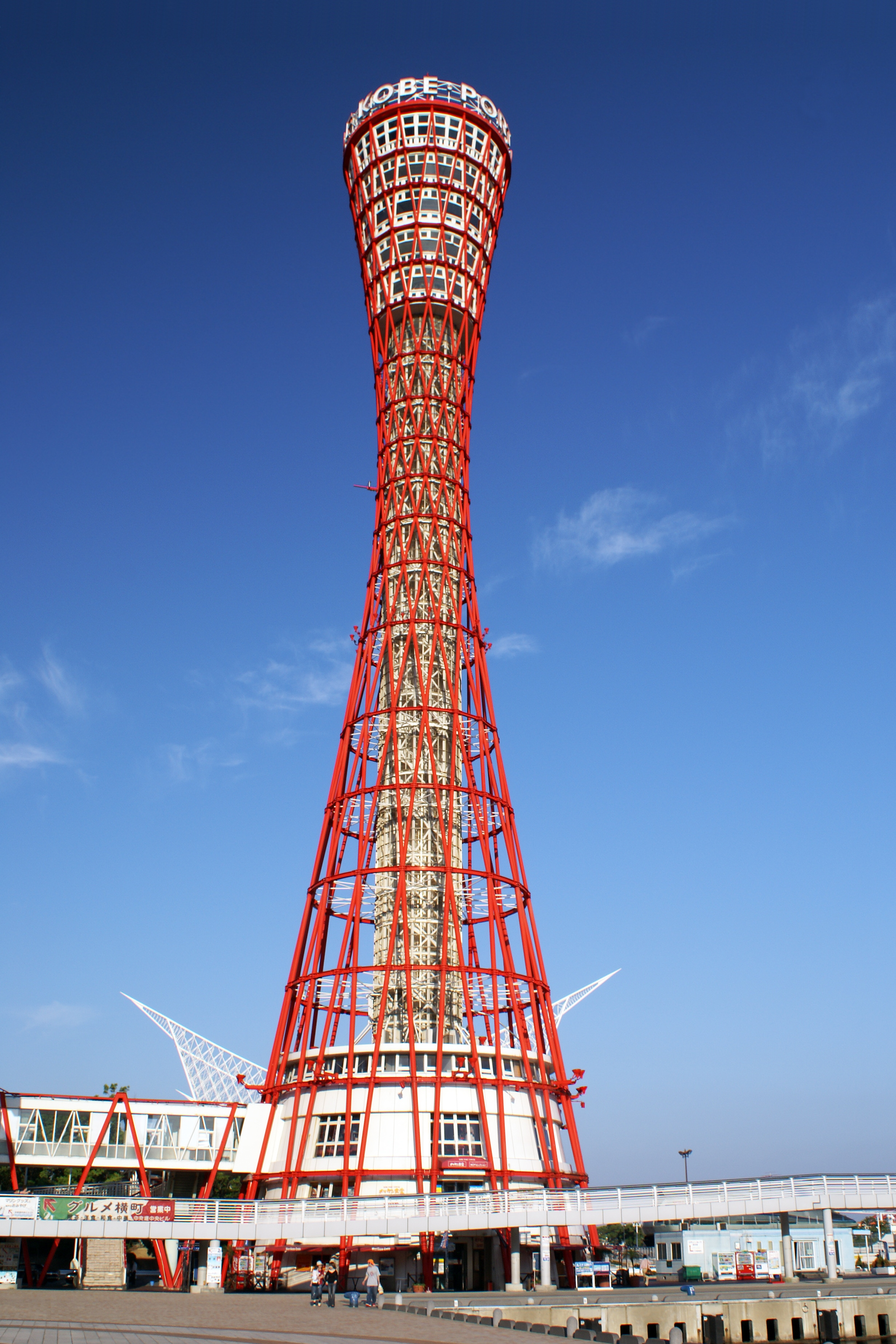
Kobe Port Tower